# Дернбах (Округ Нојвид)
Дернбах (њем. Dernbach) општина је у њемачкој савезној држави Рајна-Палатинат. Једно је од 62 општинска средишта округа Нојвид. Према процјени из 2010. у општини је живјело 992 становника. Посједује регионалну шифру (AGS) 7138011.

## Географски и демографски подаци
Дернбах се налази у савезној држави Рајна-Палатинат у округу Нојвид. Општина се налази на надморској висини од 307 метара. Површина општине износи 5,5 km². У самом мјесту је, према процјени из 2010. године, живјело 992 становника. Просјечна густина становништва износи 181 становника/km².